# Saint-Christophe (Charente)
Saint-Christophe település Franciaországban, Charente megyében. Lakosainak száma 323 fő (2022. január 1.). Saint-Christophe Brigueuil, Lesterps, Montrollet, Saulgond, Nouic és Val d’Issoire községekkel határos.

## Népesség
A település népessége az elmúlt években az alábbi módon változott:
| Lakosok száma | 480  | 381  | 339  | 319  | 355  | 358  | 332  | 317  | 314  | 323  |
|               | 1968 | 1982 | 1990 | 2006 | 2013 | 2015 | 2017 | 2019 | 2020 | 2022 |